# Western coffee
Western coffee es una película de Argentina filmada en colores dirigida por Ernesto Aguilar sobre su propio guion escrito en colaboración con Ricardo Ottone que se preestrenó el 6 de marzo de 2000 y no tuvo estreno comercial. Tuvo como actores principales a Lisandro Berenguer, Mario Paolucci y Juan Carlos Puppo.

## Sinopsis
A un bar del Gran Buenos Aires regenteado por un inmigrante español llega desde Miami un hombre con el proyecto de levantar un parque temático inspirado en las películas del lejano oeste. Ante la llegada de posibles inversores japoneses el local debe reambientarse como si fuera un saloon  de esa época y se  desata una historia en torno al maniquí de una mujer muy bonita.

## Reparto
Participaron del filme los siguientes intérpretes:
- Lisandro Berenguer Grassi...Bochi
- Mario Paolucci
- Javier Jiménez
- Juan Carlos Puppo
- Daniel Valdez
- Eduardo del Valle
- Lisandro Berenguer
- Carlos Bocca
- Omar Barile
- Manuel Longueiras
- Alberto Longueiras
- María López Díaz
- Patricia Camponovo